# Ophiomyces multispinus
Ophiomyces multispinus is een slangster uit de familie Ophiacanthidae. De wetenschappelijke naam van de soort werd in 1940 gepubliceerd door Fred C. Ziesenhenne.